# 台湾関連の書籍一覧
台湾関連の書籍一覧は、台湾関連の書籍を分野ごとに一覧にしたものである（出版年次順）。書籍の分類項目及び区分はあくまでも便宜的なものであり、また内容がいくつかの分野にわたっている書籍については、便宜上いずれか1つの区分に振り分けてある（ただし、台湾全般を広く扱っている書籍については「台湾全般」の項目に収載）。

## 凡例
以下の情報が添付されている書籍については、書名の横に（　）書きでその旨記載してある。
- 索：巻末に索引がついているもの
- 年：年表が付いているもの
- 引：引用・参考文献リストのあるもの
- 作：書名、歌謡曲、映画等の作品リストがあるもの
- 地：地図が付いているもの（特定の情報が付加された地図に限定）
- 他：統計、選挙結果等の各種データ、外交資料などが巻末等に添付されているもの

## 台湾全般
- 若林正丈ほか編著『台湾百科・第二版』（索・引）、大修館書店、1995年、ISBN 4469230928
- 高橋晋一著『台湾　美麗島の人と暮らし再発見』（引）、三修社、1997年、ISBN 4384010753
- 林志考著『図解　台湾のしくみ』（引・他）、中経出版、2000年、ISBN 4806113263
- 亜洲奈みづほ著『現代台湾を知るための60章』（引）、明石書店、2004年、ISBN 4750318221

## 歴史

### 通史
- 戴國煇著『台湾』（索・年）、岩波書店（新書）、1988年、ISBN 400430041X
- 伊藤潔著『台湾』（年・引）、中央公論社（新書）、1993年、ISBN 4121011449
- 国立編訳館主編『台湾国民中学歴史教科書　台湾を知る』、雄山閣、2000年、ISBN 4639016751

### 清朝統治時代及びそれ以前
- 毛利敏彦著『台湾出兵』、中央公論社（新書）、1996年、ISBN 4121013131

### 日本植民地統治時代
- 田村志津枝著『台湾人と日本人　基隆中学「Fマン」事件』（年・引）、晶文社、1996年、ISBN 4794962738
- 浅野和生著『君は台湾のたくましさを知っているか』（年・引）、廣済堂出版、2000年、ISBN 4331507297
- 水野直樹ほか編『日本の植民地支配　肯定・賛美論を検証する』（引）、岩波書店（ブックレット）、2001年、ISBN 4000092529
- 田村志津枝著『はじめに映画があった　植民地台湾と日本』　中央公論新社、2000年、ISBN 4120030075

### 中華民国政府統治以後の現代史
- 田村志津枝著『悲情城市の人びと　台湾と日本のうた』、晶文社、1992年、ISBN 4794961030
- 若林正丈著『蒋経国と李登輝』（年・引）、岩波書店、1997年、ISBN 4000044001
- 若林正丈著『台湾　変容し躊躇するアイデンティティ』（年・引）、筑摩書房（新書）、2001年、ISBN 4480059180
- 本田善彦著『台湾総統列伝』（年・引）、中央公論新社、2004年、ISBN 4121501322

## 政治
- 岩崎育夫著『アジア政治を見る眼　開発独裁から市民社会へ』（引）、中央公論新社（新書）、2001年、ISBN 4121015827

## 国際関係

### 両岸関係
- 李登輝・加瀬英明著『これからのアジア』、光文社、1996年、ISBN 4334052355
- 中川昌郎著『中国と台湾　統一交渉か、実務交流か』（引）、中央公論社（新書）、1998年、ISBN 4121014308
- 楊中美著『一つの中国一つの台湾　江沢民vs李登輝』趙宏偉・青木まさこ編訳、講談社（新書）2000年、ISBN 4062720442
- 岡田充著『中国と台湾　対立と共存の両岸関係』、講談社（新書）、2003年、ISBN 4061496492

### その他
- 黄文雄著『主張する台湾迷走する日本』、光文社（新書）、2000年、ISBN 4334006736

## 経済

### 日本植民統治時代
- 矢内原忠雄著『帝国主義下の台湾』（策・引）、岩波書店、1988年復刻版、ISBN 4000014528

### 経済発展
- エズラ・F・ヴォーゲル著『アジア四小龍』、中央公論社（新書）、1993年、ISBN 4121011244

### 産業
- 村井吉敬著『エビと日本人』、岩波書店（新書）、1988年、ISBN 4004300207

### 国際経済
- トウ輝彦著『台湾からアジアのすべてが見える』、時事通信社、1995年、ISBN 4788795272
- トウ輝彦著『台湾の選択』、平凡社（新書）、2000年、ISBN 4582850324

### ビジネス
- ジェフリー・カリー著『ビジネスマンのための台湾入門』、新潮社（文庫）、2001年、ISBN 4102901191

## 社会・文化

### 台湾社会・台湾（人）論
- 宮本孝著『台湾　ミニ日本の奇跡』、講談社、1993年、ISBN 4062064049
- 謝雅梅著『台湾人と日本人』、総合法令、1999年、ISBN 4893466291
- 謝雅梅著『日本に恋した台湾人』、総合法令、2000年、ISBN 4893466666
- 角間隆著『李登輝　新台湾人の誕生』、小学館（文庫）、2000年、ISBN 4094036946
- 宮本孝・蔡易達著『台湾人のまっかなホント』、マクミランランゲージハウス、2000年、ISBN 4895858642
- 小林よしのり著『新ゴーマニズム宣言スペシャル・台湾論』、小学館、2000年、ISBN 409389051X
- 杉江弘充著『知っていそうで知らない台湾』、平凡社（新書）、2001年、ISBN 4582851002
- 謝雅梅著『台湾論と日本人論』、総合法令、2001年、ISBN 4893467069
- 酒井亨著『哈日族』（引）、光文社（新書）、2004年、ISBN 4334032486
- 酒井亨著『台湾海峡から見たニッポン』、小学館（文庫）、2004年、ISBN 4094056122

### 社会集団・台湾原住民
- 高木桂蔵著『客家』、講談社（新書）、1991年、ISBN 4061490575

### 言語
- 片倉佳史著『旅の指さし会話帳　台湾』（他）、情報センター出版局、2000年、ISBN 4795815933
- 村上嘉英著『東方台湾語辞典』、東方書店、2007年、ISBN 4497207048
- 村上嘉英著『ニューエクスプレス台湾語』、白水社、2009年、ISBN 4560003645
- 中川仁著『戦後台湾の言語政策－北京語同化政策と多言語主義－』、東方書店、2009年、ISBN 9784497209061

### 社会問題
- 石田収著『中国の黒社会』、講談社（新書）、2002年、ISBN 4061496042

### 社会運動

#### 台湾民主化運動
- 上村幸治著『台湾　アジアの夢の物語』（年・引）、新潮社、1994年、ISBN 4104016012
- 読売新聞社台湾取材団編『台湾はどこへ行くか　平和革命と自立への挑戦』（年・他）、亜紀書房、1995年、ISBN 4750595136
- 林樹枝著『台湾事件簿　国民党政権下の弾圧秘史』、社会評論者、1995年、ISBN 4784503552
- 柳本通彦著『台湾革命　緊迫！台湾海峡の21世紀』（年・引・地）、集英社、2000年、ISBN 4087200604
- 近藤伸二著『台湾新世代　脱中国化の行方』（引・地）、凱風社、2003年、ISBN 4773628103

### 食文化（グルメ）
- 足立倫行著『アジア海道紀行』、文藝春秋（文庫）、1995年、ISBN 4167344033
- ビビアン・スー著『ビビアン・スーの　我愛TAIWAN』（地）、ワニブックス、2002年、ISBN 4847014332
- 渡辺満里奈著『満里奈の旅ぶくれ　－たわわ台湾－』（地・他）、新潮社（文庫）、2003年、ISBN 4101053219
- 平野久美子著『中国茶　風雅の裏側』（引）、文藝春秋（新書）、2003年、ISBN 4166602993

### 生活・民俗・サブカルチャー
- JICC出版局（現：宝島社）編『別冊宝島127　謎の島・台湾』、1991年、ISBN 4796691278
- 河添恵子著『台湾それいけ探偵団』（地・他）、トラベルジャーナル、1994年、ISBN 4895593185
- 下川裕治＋ウェンズデイ編著『好きになっちゃった台北』（地・他）、双葉社、1995年、ISBN 4575285242

## 文学

### 台湾文学論・文学史
- 藤井省三著『台湾文学この百年』（年）、東方書店、1998年、ISBN 4497985474

### 小説
- 黄春明著『さよなら・再見』田中宏ほか訳、めこん、1979年、ISBN 4839600066
- 邱永漢著『香港・濁水渓』、中央公論社（文庫）、1980年、ISBN 4122007305
- 陳舜臣著『青雲の軸』、集英社（文庫）、1991年、ISBN 4087480283
- 白先勇ほか著『バナナボート』山口守監訳、JICC出版局、1991年、ISBN 4796601775
- 朱天文著『安安の夏休み』田村志津枝訳、筑摩書房、1992年、ISBN 4480831312
- 李昂著『夫殺し』藤井省三訳、宝島社、1993年、ISBN 479660636X
- 白先勇ほか著『台北ストーリー』山口守編訳、国書刊行会、1999年、ISBN 4336041326

### 紀行文
- 宮脇俊三著『台湾鉄路千公里』（地）、角川書店（文庫）、1985年、ISBN 4041598028
- 藤原新也著『台湾　韓国　香港　逍遥游記』、朝日新聞社（文庫）、1987年、ISBN 4022604514
- 岸本葉子著『新版　微熱の島台湾』、凱風社、1996年、ISBN 4773620064
- 司馬遼太郎著『台湾紀行』、朝日新聞社（文庫）、1997年、ISBN 4022641487

## 芸術

### 映画・演劇
- 田村志津枝著『台湾ニューシネマの旗手　侯孝賢の世界』（他）、岩波書店（ブックレット）、1990年、ISBN 4000031155
- 田村志津枝著『台湾発見　映画が描く「未知」の島』、朝日新聞社、1997年、ISBN 4022611979

### 音楽

#### ポップス・歌謡曲
- 篠崎弘著『カセット・ショップへ行けばアジアが見えてくる』、朝日新聞社、1988年、ISBN 4022558660
- TKYO FM出版編『アジアンポップス事典』（作・他）、1995年、ISBN 492488040X
- 林穂紅編『チャイニーズポップスのすべて　香港・台湾・中国』（引・作・地・他）、音楽之友社、1997年、ISBN 4276238064

### 伝統芸能
- 姫野翠著『異界へのメッセンジャー』（引）、出帆新社、2004年、ISBN 4861030161

## その他

### 随想・回顧録・日記
- 佳山良正著『台北帝大生戦中の日々』、築地書館、1995年、ISBN 4806767425
- 若林正丈著『台湾の台湾語人・中国語人・日本語人』（年）、朝日新聞社、1997年、ISBN 4022596805
- 李登輝著『台湾の主張』、PHP研究所、1999年、ISBN 4569606407
- 『台湾人と日本精神』（年）蔡焜燦著、日本教文社、2000年、ISBN 453106349X

### 自伝・伝記・評伝
- 北岡伸一著『後藤新平』（年・引）、中央公論社（新書）1988年、ISBN 4121008812
- 邱永漢著『わが青春の台湾　わが青春の香港』、中央公論社、1994年、ISBN 4120023494
- 平野久美子著『テレサ・テンが見た夢』（他）、晶文社、1996年、ISBN 4794962525
- 宇崎真・渡辺也寸志著『テレサ・テンの真実』、徳間書店、1996年、ISBN 4198604134
- 西田裕司著『追憶のテレサ・テン』、サンマーク出版、1996年、ISBN 4763191535
- 伊藤潔著『李登輝伝』（引・他）、文藝春秋、1996年、ISBN 4163511709
- 陳水扁著『台湾之子』（他）、毎日新聞社、2000年、ISBN 4620314463
- 上坂冬子著『虎口の総統　李登輝とその妻』（年・引）、文藝春秋（文庫）、2001年、ISBN 4167298139
- 柳本通彦著『明治の冒険科学者たち　新天地・台湾にかけた夢』（索・年・引）、新潮社（新書）、2005年、ISBN 4106101084

### ガイドブック
- 地球の歩き方編集室編『地球の歩き方　台湾（'05〜'06）』（索・地・他）、ダイヤモンドビッグ社、2005年、ISBN 447803608X